# Тыпта (деревня)
Тыпта — деревня в Жигаловском районе Иркутской области России. Входит в состав сельского поселения Дальне-Закорское муниципальное образование.

## География
Находится на левом берегу реки одноимённой реки, примерно в 45 км к юго-западу от районного центра, посёлка Жигалово, на высоте 489 метров над уровнем моря.

## История
Основана в 1812 г. В 1926 году село Тыптинское (Монастырское) состояло из 22 хозяйств, основное население — русские. В административном отношении являлось центром Тыптинского сельсовета Жигаловского района Иркутского округа Сибирского края.

## Население
| 2002 | 2010 | 2011 | 2012 |
| ---- | ---- | ---- | ---- |
| 94   | ↘80  | ↘79  | ↘75  |

По данным Всероссийской переписи, в 2010 году численность населения деревни составляла 80 человек (39 мужчин и 41 женщина).

## Улицы
Уличная сеть деревни состоит из одной улицы (ул. Таёжная).